# フィチン酸
フィチン酸（フィチンさん、phytic acid）は、地球の生物の生体物質の1種で、myo-イノシトールの水酸基に、6分子のリン酸がエステル結合した構造をしている。このため、イノシトール6リン酸（inositol hexaphosphate）とも呼ばれ、略称としてIP6が用いられる。
種子など多くの植物組織に存在し、植物における主要なリンの貯蔵形態であり、特にフィチン（Phytin: フィチン酸のカルシウム・マグネシウム混合塩で、水不溶性）の形が多く存在する。キレート作用が強く、多くの金属イオンと強く結合する。この金属イオンに対するキレート作用で、金属イオンをフリーにさせない事により、油脂の酸化の連鎖反応を防止できる。また、防腐剤としても効果が見られる。ミオイノシトールと共通の作用を持つとされている。
1967年には、中東地域で多く発症していた亜鉛欠乏症への注目から、フィチン酸がミネラルの吸収を妨げるとされてきた。しかし、1980年代以降の知見から、バランスの良い食事が摂れている場合には、そのような悪影響の証拠は発見できない。それ以降では、ガンや結石の予防に寄与している可能性が有る食品成分としても研究されており、2010年代の小規模な2つのランダム化比較試験では、乳ガン治療の副作用を軽減したという。

## 名称と化学組成
フィチン酸は、ミオ-イノシトール1,2,3,4,5,6-ヘキサキスリン酸、myo-イノシトール-1,2,3,4,5,6-六リン酸とも呼ばれる。その略称がIP6である。
- myo-inositol-1,2,3,4,5,6-hexaphosphate
- myo-inositol-1,2,3,4,5,6-hexakisphosphate[2]。
- myo-inositol-1,2,3,4,5,6-hexakis(dihydrogenphosphate)）

表中の別称も参照。イノシトール6リン酸: inositol hexaphosphateとも。
フィチンとは、これにカルシウム、マグネシウム、鉄などが結合した化合物の通称である。生物中において、フィチンの多くはリンと結合して、フィチン酸の形態をしていると考えられている。

## 分布
フィチン酸は穀物や豆類といった特定の食物繊維の多い植物に豊富に含まれる。精製後の穀物にも少量含まれているものの、白米では炊飯により多くが分解される。また、ほぼ全ての哺乳類の細胞にも、わずかに存在しており、細胞の分化、増殖、シグナル伝達といった重要な機能に関わっている。

## 利用
フィチン酸が鉄イオンに結合する事により、鉄イオンの酸化を抑制するという意味において、フィチン酸は抗酸化物質として機能し得る。フィチン酸は、ジュースや肉製品の防腐剤としても使われる。

## 畜産関連の研究
フィチン酸の形で存在するリンは、分子内で安定して存在している。しかし、反芻動物の場合は、反芻胃の管腔側に棲息する微生物によって作られるフィターゼが、フィチン酸を加水分解して、リン酸を遊離させるため、フィチン酸に含まれるリンも、栄養素として利用できる。一方で、非反芻動物はフィターゼを産生する微生物とは共生しておらず、また、フィターゼを消化酵素としても生合成できないため、一般に非反芻動物には、フィチン酸に含まれるリンは吸収され難く、そのまま多くが糞便中へ排泄される。
ところで、畜産の分野では、非反芻動物のブタ、ニワトリなどに対して、主にダイズ、トウモロコシなどの穀物で肥育されている。これらの飼料に含まれるフィチンは、非反芻動物には吸収されずに腸管を通過して排泄されるため、非反芻動物の畜産場の周辺地域の環境中に排出されるリンの濃度が上昇し得る。この排水が河川などに流入した場合には、富栄養化につながる恐れが有る。
この問題に対して、飼料にフィターゼを添加すれば、フィチン酸に由来するリンが、非反芻動物へ吸収され易くできるため、対処法の1つになり得るかもしれない。また、そもそも非反芻動物の肥育に使用する飼料中に、あまりフィチン酸が含有されていなければ、この問題は起きないと考えられる。そこで、幾つかの穀物では、種子のフィチン酸含量を大幅に低下させて、無機リン含量を上昇させた品種が作出されてきた。しかし、生育に問題が有るため、これらの品種は広く利用されるに至っていない。

## 吸収や欠乏

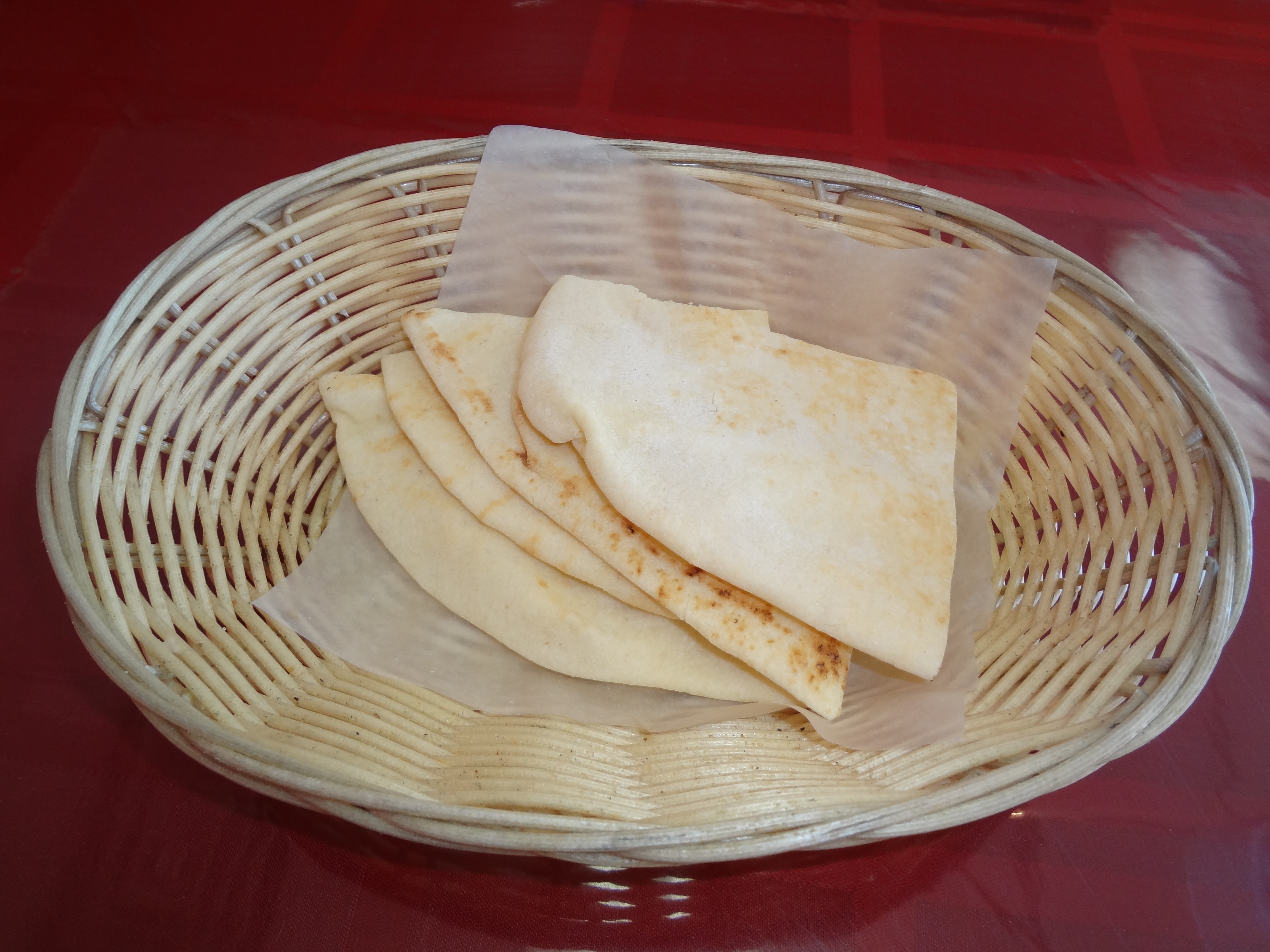
ピタ。これだけを主に食べている地域での観察によって、フィチン酸は子供の発育に悪影響を及ぼす可能性が有ると考えられた時期も有ったものの、その他の多くの地域では他の食材が豊富なので、そこまでにミネラルが欠乏する程ではない。

フィチン酸には金属イオンをキレートする性質が存在するため、鉄、亜鉛、カルシウム、マグネシウムの動物への吸収を、フィチン酸が妨げる可能性が示唆されてきた。この事は、ミネラルの摂取量が著しく低い発展途上国の子供のような人々には、好ましくないと考えられた時期が有った。1925年には、Mellanbyの研究によって、フィチン酸が動物に対して、カルシウム欠乏で起こるくる病を起こすだろうと予測し、1920年代から1930年代に、こうした予測が実際に起きるかという研究を、イヌやマウスを使って実施していた。他にもフィチン酸は、食物中に含有されるマグネシウムや亜鉛など動物にとって重要なミネラルの利用率を低下させると考えられてきた。その背景にはイランのように、主にピタ（平らな小麦粉のパン）だけを食べている地域のヒトの観察によって、子供の発育に悪影響が出ると考えられるようになった側面が有るものの、多くの他の地域では肉や魚、野菜や果物が豊富なので、そのような欠乏の恐れは無い。
1967年には、中東での亜鉛欠乏症から、生体での亜鉛の利用性に注目が集まり、イランの村での未発酵のピタが、都市部での発酵させたピタよりも、フィチン酸が多いと判明した。
1980年代以降、バランスの取れた食事が摂取できている場合には、フィチン酸の摂取がミネラルの利用性に影響しないと判明してきており、2000年代には、食物中に含有されるアスコルビン酸（ビタミンC）や有機酸、発酵食品がフィチン酸によるミネラル吸収抑制を弱める事実も判明し、栄養が充分に取れている場合にはフィチン酸が悪影響を及ぼすという証拠は発見できない。
フィチン酸による食物中に含有されるミネラルの吸収抑制作用を減弱させるには、調理、発芽、発酵、浸漬、消化といった方法が有り得る。
1984年に大川らがフィチン酸の多い米ぬかを毎日10グラム、2年間にわたり高カルシウム血症の患者に投与した研究が有るものの、カルシウム、リン、マグネシウムの低下は起きなかった。
1980年代以降には、フィチン酸の摂取によって、脳や心臓組織中のフィチン酸が増加し、また、組織中でもフィチン酸が合成されている事実から、ビタミンのような物質なのではないかと考えられるようになってきた。肉とジャガイモ、フィッシュ・アンド・チップスのようなフィチン酸欠乏食を食べていれば、フィチン酸は検出不可能になるものの、フィチン酸が豊富な地中海食やサプリメントで補えば、尿と血中から検出されるようになる。

## 健康への作用の研究
フィチン酸を単独に遊離したサプリメントが流通している。
食事調査では、1960年代から食物繊維が大腸ガンを予防するのではないかと考えられてきたが、1985年に、ガンを予防しているのは食物繊維ではなくて、繊維に含まれるフィチン酸の摂取量が多い場合に大腸ガンの発生率が少ないと報告された。その後、フィチン酸の単独投与によってガンの抑制作用が観察されていった。
全粒穀物、豆類、ナッツが豊富なためにフィチン酸の含有量が豊富である地中海食では、尿中に排泄されるフィチン酸が多かったため、これが病的な石灰化である結石や歯石、また、ガンの予防に関与している可能性が考えられている。
1998年には京都で、フィチン酸などの米ぬか成分に関する国際シンポジウムが開かれ、フィチン酸の生理作用の研究報告が為された。尿路結石や腎結石の予防、大腸ガン、乳ガン、肺ガン、皮膚ガンの予防に役立つ可能性が考えられている。抗ガン作用や抗腫瘍作用、抗酸化作用による治療への応用が期待されて研究が進められている。
ただし、2002年時点の文献探索によって、フィチン酸の抗ガン作用の研究では、ヒトは対象とされておらず、主な研究としては、ヒト以外の動物を対象とした28の研究が有ると報告された。一方で、2006年にはヒトでの臨床試験を開始するために充分な証拠が有るという主張も見られた。
2004年以降、数種類のガンでの試験を経て、2010年の14名でのランダム化比較試験では、乳ガンでの化学療法の副作用をフィチン酸とイノシトールを低用量の6グラムの服用で、副作用を改善し生活の質を向上したとの報告が為された。2017年の20名でのランダム化比較試験は、乳ガン腫瘍摘出後にフィチン酸を含有した外用剤を用いた結果、副作用を改善し生活の質を向上したと報告された。

## フィチン酸の摂取状況

### 食品中のフィチン酸含有量
フィチン酸は、一般に穀類のぬかや胚芽および豆類に多く含まれている。
| 食品               | フィチン酸 [ g/100 g(乾燥重量)] |
| ------------------ | ------------------------------- |
| トウモロコシ(胚芽) | 6.39                            |
| 米糠               | 2.56-8.7                        |
| コムギ(ふすま)     | 2.1-7.3                         |
| 亜麻仁             | 2.15-3.69                       |
| ゴマ               | 1.44-5.36                       |
| コムギ(胚芽)       | 1.14-3.91                       |
| ダイズ             | 1.0-2.22                        |
| トウモロコシ       | 0.72-2.22                       |
| いんげん豆         | 0.61-2.38                       |
| ライムギ           | 0.54-1.46                       |
| エンバク           | 0.42-1.16                       |
| コムギ             | 0.39-1.35                       |
| アーモンド         | 0.35-9.42                       |
| えんどう豆         | 0.22-1.22                       |
| クルミ             | 0.20-6.69                       |
| カシューナッツ     | 0.19-4.98                       |
| ピーナツ           | 0.17-4.47                       |
| 豆腐               | 0.1-2.29                        |
| コメ               | 0.06-1.08                       |

### 推定摂取量
| 国             | 対象     | 摂取量(mg/日) |
| -------------- | -------- | ------------- |
| イギリス       |          | 600-800       |
| イタリア       | 平均     | 293           |
| アメリカ合衆国 | 平均     | 750           |
| インド         | 成人     | 1290-2500     |
| 中国           | 都市部   | 781           |
| 中国           | 非都市部 | 1342          |

### 体内での分布
ラットにフィチン酸CaMg塩を摂取させた場合、脳に最も多く蓄積される。

## 安全性
詳細は出典参照。
NOAEL
ラット 経口投与 300 (mg/kg bw/day) (2.5%未満 水溶液投与)
LD50
ラット雄 経口投与 405 (mg/kg bw)
ラット雌 経口投与 480 (mg/kg bw)